# La Courtille
Pour les articles homonymes, voir Courtille.
La Courtille était un célèbre lieu de plaisir parisien de jadis, situé vers l'emplacement du carrefour de Belleville, en bas de l'actuelle rue de Belleville et en haut de la rue du Faubourg-du-Temple. C'était le point de départ de la descente de la Courtille.
La Courtille, nom qu'on trouve toujours utilisé ailleurs, pour d'autres lieux — par exemple le quartier de la Courtille à Gennevilliers —, désignait jadis un jardin attenant à une ferme.
Ce nom est aujourd'hui absent dans la toponymie parisienne.
Cependant, un ensemble d'immeubles d'habitations, situé près de la station de métro Ménilmontant, dont la taille très importante et le nombre de bâtiments le fait s'étendre de la rue Oberkampf au boulevard de Belleville, dans le 11e arrondissement, et édifié en 1980, se nomme « Les Courtilles », en référence au toponyme historique.

## Étymologie
Courtille est issu de l'ancien français courtil, « petite cour », désignant généralement un jardin clos attenant à une maison.

## Histoire

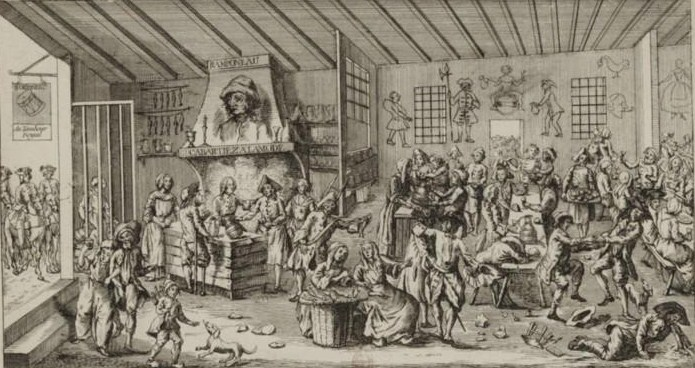
Le cabaret de Ramponeau à la Basse-Courtille vers 1761.

La Courtille fut d'abord le siège d'une exploitation agricole, la « Courtille Saint-Martin » qui était une partie du domaine donné par le roi Henri 1er à l'abbaye de Saint-Martin des Champs en 1060. Cette exploitation comprenait une maison  entourée d'un jardin potager située à l'emplacement de l'angle des actuelles rues du Faubourg du Temple et Bichat  de 2 hectares. Au XIIIe siècle, de riches bourgeois parisiens font construire dans ce secteur des maisons de campagne entourées de jardins, les « courtils », dépendant des religieux du Temple, formant un hameau le long du chemin menant à Romainville.
La construction de l’enceinte de Charles V fait de la Courtille un faubourg de Paris (faubourg du Temple). Au cours de la guerre de Cent ans, les domaines bourgeois et ecclésiastiques sont morcelés et convertis en vignes produisant un vin clairet le « guinguet ». Des cabarets, les guinguettes, s’y établissent, délivrant ce vin médiocre, exemptées des droits appliqués à l’intérieur de Paris et La Courtille devient un quartier de divertissements. 
Elle devint un lieu de plaisir fameux chez les Parisiens, d'abord champêtre puis citadin, durant toute l'année et tout particulièrement durant le Carnaval de Paris. 
Le mur des Fermiers généraux divise la Courtille en Basse Courtille (faubourg du Temple) soumise aux taxes à l’intérieur de la ville et Haute Courtille (en bas de l’actuelle rue de Belleville jusqu’à la rue de Tourtille) de part et d’autre de la barrière de la Courtille établie en 1788. Après 1789, les guinguettes prospèrent à la haute Courtille exonérée de taxes.
De nombreuses guinguettes y prospéraient où on pouvait boire, manger et s'amuser. Et surtout le faire sans payer l'octroi, douane citadine qui existait à Paris et était prélevée à l'entrée dans la ville, « aux barrières », comme on disait à l'époque.
On chantait beaucoup à la Courtille. On y trouvait des goguettes. En 1830, un ouvrage anonyme en mentionne deux non loin de là, au village de Belleville et quatre à la Courtille :
- la société d'Anacréon, chez Royer, à Belleville
- les Écureuils, chez Desnoyez, à la Courtille
- les Troubadours, à Belleville
- les Amis des dames, à la Courtille
- les Soutiens de Momus, à la Courtille
- la Goguette, chez Dormois, à la Courtille.

Un hymne bachique attribué à Michel-Jean Sedaine : Le Retour du soldat (1792) est connu sous le nom de La Marseillaise de la Courtille.
La danse se pratiquait beaucoup aussi à la Courtille, en particulier les quadrilles, en suivant les airs entrainants de la musique festive de danses de Paris au XIXe siècle. Les airs à la mode étaient par exemple ceux du bal de l'Opéra où officiait Philippe Musard, ou ceux du bal du théâtre de la Renaissance.
La grille de la barrière de la Courtille se situait à la hauteur de l'entrée actuelle du métro Belleville.
La Courtille est restée fameuse grâce à la parade carnavalesque de la descente de la Courtille, très important événement du Carnaval de Paris qui se répéta chaque année le matin du mercredi des Cendres, de 1822 jusque vers 1860.
Le 31 décembre 1859 à minuit, l'octroi fut reporté lors de l'extension de Paris au-delà de la Courtille. Cela entraîna le déclin des établissements de plaisir de la barrière de la Courtille, qui durent à partir de ce moment acquitter les taxes d'entrée des marchandises dans Paris.
La fabrique de porcelaine Locré s'est installée à la Basse-Courtille, rue de la Fontaine-au-Roy (« rue de la Fontaine-Nationale » pour la période révolutionnaire), en 1771. Elle a perduré jusqu'en 1830. Elle est souvent désignée sous le nom de « fabrique de la Courtille »,.

## La Courtille en 1826
Description extraite de Vie publique et privée des Français, ouvrage datant de 1826 : 

« Nous voici arrivés à la fameuse Courtille, par laquelle, entre cent guinguettes, on arrive sur la hauteur de Belleville. Dans cette large et longue rue, empire éternel de la joie, on distingue la grande guinguette de l'immortel Desnoyers, et quelques autres dont les salles immenses se remplissent l'hiver de milliers de familles, et les jardins, en été, de danseurs et danseuses qui n'ont pas reçu les leçons des professeurs du Conservatoire. Là il n'est question ni des Grecs, ni du trois pour cent, ni des jésuites, ni de l'Espagne, ni de la Sainte-Alliance, ni de la République d'Haïti. On n'y songe qu'à bien boire, à bien manger, à danser, etc. Il arrive cependant quelquefois que trois ou quatre artisans, qui souvent lisent et pensent, s'entretiennent de politique ; mais c'est sans esprit de parti et avec un bon sens, une bonhomie, et des expressions dont bien des journalistes pourraient faire leur profit.
C'est un spectacle vraiment curieux que celui de la Courtille dans la soirée d'un beau dimanche de printemps ou de l'été. Tout est confondu dans la rue jusqu'auprès de l'entrée du bourg. Ouvriers, bourgeois, militaires, hommes décorés, femmes en bonnet, femmes en chapeau, marchands de fruits, de petits pains, tout circule, tout monte ou descend confusément, sans se presser, sans se heurter, et chacun cherche, sans être troublé, l'enseigne de la guinguette où l'on vend du bon petit vin à dix ou douze sous le litre, ou quinze sous la bouteille ; du bon veau, de l'excellente gibelotte de lapin, de l'oie, soit en daube, soit rôtie.
En entrant dans les grandes guinguettes, on est d'abord frappé de la quantité de ragoûts et de rôtis qui garnissent un long et large comptoir, et de l'activité prodigieuse de plusieurs femmes de service et de deux ou trois cuisiniers ; sous une vaste cheminée, trois ou quatre broches, les unes sur les autres, chargées de dindons, de poulets, de langues de veau, de gigots de mouton, tournent incessamment devant un grand feu dont la chaleur se fait sentir au loin. A quelque distance de là, le vin coule à grands flots de brocs dans les bouteilles, dont une n'est pas plutôt remplie qu'elle est remplacée par une autre. Au milieu de cette affluence d'acheteurs, les personnes qui débitent les comestibles et le vin conservent un sérieux imperturbable, une présence d'esprit comparable à celui d'un bon général d'armée. Aux principaux mets que les guinguettes offrent aux consommateurs, il faut ajouter une entrée de foie de veau, ou un pigeon aux petits pois, ou un ragoût de mouton aux pommes de terre, ou une salade qui nage dans un vinaigre commun et dans une huile peu différente de celle du colza. L'appétit du peuple trouve tout cela fort bon ; et, si la quantité s'y trouve, peu lui importe la qualité.
C'est à la Courtille que se donnent presque tous les repas de noces de la petite bourgeoisie, des petits marchands et des ouvriers des quartiers de la capitale qui avoisinent cette barrière, et même de ceux qui s'étendent jusqu'à la rive droite de la Seine. »

## Liste de barrières festives, en 1830
Un ouvrage paru en 1830 sur les plaisirs des barrières de Paris mentionne dans les titres de ses chapitres, outre la barrière de Belleville où se trouve la Courtille, 46 autres barrières :
| - de Belleville - des Trois-Couronnes - de Menil-Montant - des Amandiers - d'Aunay - de Charonne | - de Montreuil - de Vincennes - de Saint-Mandé - de Picpus - de Reuilly - de Charenton | - de Bercy ou de la Râpée - des Deux-Moulins - d'Italie - de l'Oursine - de la Santé - d'Arcueil | - d'Enfer - de la Chopinette - de la Boyauterie - du Combat - de Pantin - de La Villette | - des Vertus - de Saint-Denis - Poissonnière - Rochechouart - des Martyrs - Montmartre | - Blanche - de Clichy - de Monceaux - de Courcelles - du Roule - de Neuilly | - de Longchamp - de Passy - de la Cunette - de Grenelle - des Paillassons - de l'école militaire | - de Sèvres - de Vaugirard - des Fourneaux - du Mont-Parnasse - du Maine |

## La suppression des anciennes barrières
Le Figaro écrit en 1919 :

« Le 31 décembre 1859, quand le mur d'enceinte de Paris, représenté par les boulevards extérieurs actuels, fut supprimé et l'octroi transporté aux fortifications, à minuit, à la plupart des barrières, une véritable foule s'était réunie pour assister au départ des employés de l'octroi et, dans quelques-unes, la clôture des bureaux de perception se fit au son de la musique. 
Autre détail assez piquant et qui prouve bien la force de l'habitude : pendant plusieurs mois, presque tous les chevaux, surtout ceux des voitures publiques, continuaient de s'arrêter d'eux-mêmes aux anciennes barrières, et il fallait les fouetter pour leur faire continuer leur route sans temps d'arrêt. »